# 冒険者たち (テレビ番組)
『冒険者たち』（ぼうけんしゃたち）は、1974年10月6日から1975年9月28日まで日本テレビ系列局で放送されていた日本テレビ製作のドキュメンタリー番組である。放送時間は毎週日曜 18:30 - 19:00 （日本標準時）。

## 概要
様々な自然環境に挑んできた古今東西の冒険者たちを紹介していた番組。当時同系列局で放送されていた『日立ドキュメンタリー すばらしい世界旅行』の牛山純一がプロデューサーを務めていた。
初回放送当日付の朝日新聞のテレビ欄には「全26回（の予定）」と記されていたが、結果的には1年に引き伸ばされた。

## 参考資料
- 朝日新聞縮刷版[どれ?]